# Lepanthopsis prolifera
Lepanthopsis prolifera är en orkidéart som beskrevs av Leslie Andrew Garay. Lepanthopsis prolifera ingår i släktet Lepanthopsis och familjen orkidéer. Inga underarter finns listade i Catalogue of Life.